# Gorni Dăbnik
Gorni Dăbnik (bulgariska: Горни Дъбник) är ett distrikt i Bulgarien.   Det ligger i kommunen Obsjtina Dolni Dăbnik och regionen Pleven, i den centrala delen av landet, 110 km nordost om huvudstaden Sofia.